# Ron König
R.C. (Ron) König (Doesburg, 14 oktober 1964) is een Nederlands politicoloog, politicus en bestuurder. Hij is lid van D66. Sinds 6 juni 2019 is hij burgemeester van Deventer.

## Maatschappelijke loopbaan
Tot 1997 studeerde König politicologie aan de Universiteit van Amsterdam met als afstudeerrichting bestuurskunde. Van 1997 tot 2007 was hij organisatieadviseur bij Twynstra Gudde in Amersfoort, de laatste drie jaar als partner. Van 2007 tot 2010 was hij zelfstandig adviseur en interim-manager vanuit zijn adviesbureau Phelipe Management. Van 2014 tot 2015 was hij bestuurder bij Entréa en Kristallis.

## Politieke loopbaan
Van 2010 tot 2014 was König wethouder van ruimtelijke ordening en onderwijs in Rheden. Van 2015 tot 2018 was hij wethouder van economische zaken, onderwijs en diversiteit in Arnhem. Van 11 juli 2018 tot 6 juni 2019 was hij waarnemend burgemeester van Deventer. Op 6 juni 2019 werd hij burgemeester van Deventer.
Als burgemeester van Deventer werd König verantwoordelijk voor openbare orde & veiligheid, toezicht & handhaving, burger & bestuur, publieke dienstverlening, bedrijfsvoering/ DOWR/ digitalisering/ ICT, Hanze, Omgevingsdienst en Deventer 2040. Hij werd wijkwethouder voor de dorpen en het buitengebied. Hij kreeg onder meer te maken met de coronacrisis, de oorlog in Oekraïne, de asielcrisis en bedreigingen door soevereinen.
Namens de gemeente Deventer werd König bestuurslid van de Veiligheidsregio IJsselland, van de Collectie Overijssel, van de Omgevingsdienst en van de Hanseverein en voorzitter van de Stedendriehoek. Daarnaast werd hij voorzitter van de Stichting Vrienden van Middachten, van de burgemeesterscommissie van D66, van de Stichting Nederland Monumentenland en van de BNG Cultuurfonds en lid van de klachtencommissie van Dushi Huis en lid van de raad van toezicht van Introdans.

## Persoonlijk
König was in zijn jeugd lid van de Nederlandse Jeugdbond voor Natuurstudie. Hij is gescheiden en heeft vier dochters met zijn ex-vrouw. Hij heeft een vriendin. Hij woonde voor zijn burgemeesterschap in Velp en Arnhem.